# Gdynia Grabówek
Gdynia Grabówek – przystanek Szybkiej Kolei Miejskiej położony w Gdyni, wbrew nazwie w dzielnicy Leszczynki (Grabówek znajduje się niedaleko na południowy wschód).

## Ruch pasażerski
| Rok  | Wymiana pasażerska na dobę |
| ---- | -------------------------- |
| 2017 | 2 000-3 000                |
| 2022 | 2 000-3 000                |

## Infrastruktura
Przystanek ma dwa wejścia podziemne – jedno od strony ul. Zakręt do Oksywia, a drugie od strony ul. Osada Kolejowa. W budynku na peronie początkowo znajdowała się kasa wyposażona w kasowniki oraz tablice informacyjne m.in. z rozkładem jazdy SKM dla tego przystanku, natomiast od 31 października 2008 funkcjonuje w nim kiosk prowadzący sprzedaż biletów.

## Sąsiedztwo
W promieniu 1 kilometra od przystanku znajduje się m.in.:
- posterunek Straży Miejskiej,
- siedziba Zarządu Komunikacji Miejskiej,
- zajezdnia trolejbusowa PKT Gdynia,
- Pomorska Wyższa Szkoła Humanistyczna,
- jedna z dwóch w województwie placówek Pomorskiego Ośrodka Ruchu Drogowego (druga jest w Gdańsku),
- lokomotywownia i wagonownia Zakładu Północnego PKP Intercity.